# Orion Massif
Orion Massif är en bergskedja i Antarktis. Den ligger i Västantarktis. Argentina, Chile och Storbritannien gör anspråk på området.